# Wimboldsley
 (mars 2023).
Wimboldsley est un village du Cheshire, en Angleterre.